# 후루카와역
후루카와역(일본어: 古川駅)은 일본 미야기현 오사키시에 위치한 동일본 여객철도 소속 철도역이며, 도호쿠 신칸센을 비롯하여 리쿠우토 선의 정차역이다. 승강장 구조로는 신칸센 2면 2선이며, 리쿠우토 선은 1면 2선이다. 인근에 오사키 시민 병원이 있다.

## 승강장
| 1  | ■리쿠우토 선   | (상행) | 고고타 방면                              |
| 2  | ■리쿠우토 선   | (하행) | 나루코온천 · 신조방면                    |
|    | ■리쿠우토 선   | (상행  | 고고타 방면                              |
| 11 | ■도호쿠 신칸센 | (하행) | 모리오카 · 신아오모리 · 아키타 방면      |
| 12 | ■도호쿠 신칸센 | (상행) | 센다이 · 우쓰노미야 · 오미야 · 도쿄 방면 |

## 인접 역
| 동일본 여객철도 도호쿠 신칸센 | 동일본 여객철도 도호쿠 신칸센 | 동일본 여객철도 도호쿠 신칸센 |
| ----------------------------- | ----------------------------- | ----------------------------- |
| 센다이 도쿄 방면              | □ 신칸센 "하야테", "야마비코" | 구리코마 고원 신아오모리 방면 |
| 동일본 여객철도 리쿠우토 선   |                               |                               |
| 리쿠젠야치 고고티 방면        | ■ 리쿠우토 선                 | 쓰카노메 신조 방면            |

## 역 주변
- 오사키 시민 병원
- 미야기 세이신 단기대학